# Storia di Nilde
Storia di Nilde è un docu-drama italiano del 2019 diretto da Emanuele Imbucci.

## Trama
Il film racconta (attraverso ricostruzioni filmate, materiali di repertorio e testimonianze illustri) la vita di Leonilde Iotti detta Nilde, sia dal punto di vista politico che privato: viene infatti dato molto spazio alla vita sentimentale della Iotti, dalla sua relazione con Palmiro Togliatti alla loro convivenza, allietata dall'adozione di Marisa Malagoli, sorella di un operaio morto durante una manifestazione. La fiction ripercorre la vita di Nilde dalla partecipazione all'Assemblea Costituente del 1946 fino al momento in cui, nel 1979, le viene offerta da Enrico Berlinguer la carica di Presidente della Camera dei deputati.

## Interventi
- Marisa Malagoli Togliatti, figlia adottiva di Nilde Iotti e Palmiro Togliatti
- Giorgio Napolitano, dirigente e parlamentare del PCI dagli anni '50 e Presidente emerito della Repubblica
- Emanuele Macaluso, parlamentare del PCI dagli anni '50, ex direttore dell'Unità
- Giorgio Frasca Polara, portavoce di Nilde Iotti
- Marcello Sorgi, giornalista
- Alessio Falconio, direttore di Radio Radicale
- Filippo Ceccarelli, giornalista
- Giuliano Amato, parlamentare del PSI e due volte Presidente del Consiglio
- Giorgio Ferrara, regista e amico di famiglia
- Livia Turco, presidente della Fondazione Nilde Iotti
- Luisa Lama, biografa di Nilde Iotti
- Giuseppe Vacca, storico ed esperto di storia del PCI